# Бабаков, Косымжан
Бабаков Косымжан (1891 год, ныне Коргалжынский район Акмолинской области — 1956 год, там же) — казахский певец (тенор), народный композитор. Ученик Газиза Файзоллы.

## Биография
Косымжан Бабаков вырос в музыкальной семье: его отец был домбристом и певцом, а мать — певицей и поэтессой. С 1930 года ведущий солист хора областного радиокомитета Караганды. В 1936 году участник декады литературы и искусства Казахстана в Москве. В 1937—1943 годах солист Казахской филармонии. Исполнял песни Биржана, Акана сери, Балуан Шолака, Газиза Файзоллы, Укили Ыбырая. Написал около 20 песен. Песни Косымжана Бабакова исполняли Р. Есимжанова, М. Кошкимбаев, Ж. Картабаева и другие.